# Echinometra
Genre
Echinometra est un genre d'oursins tropicaux de la famille des Echinometridae, très répandu dans toutes les mers chaudes du globe.

## Caractéristiques

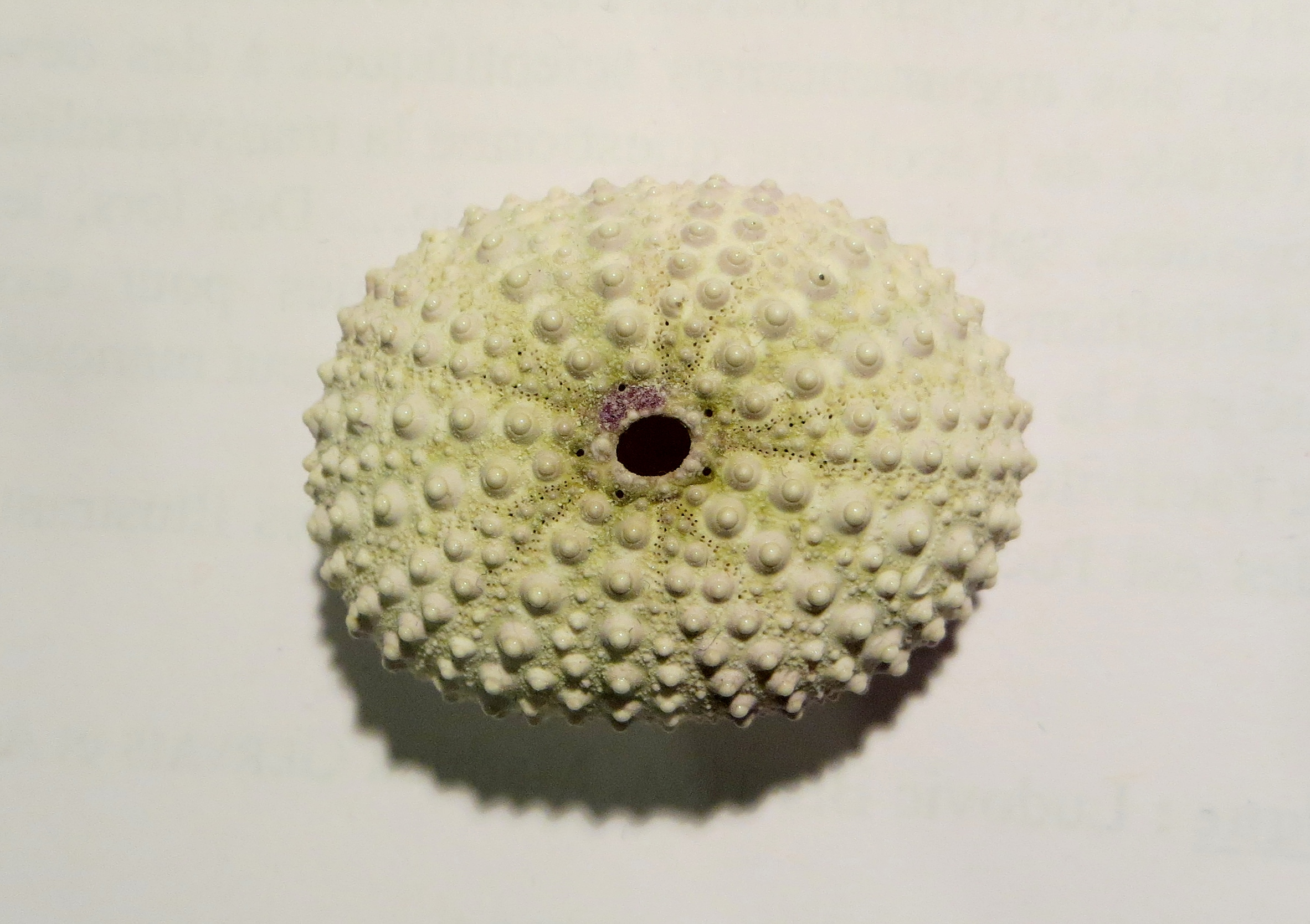
Test dEchinometra mathaei (Maldives). La forme allongée en ovale est bien caractéristique.

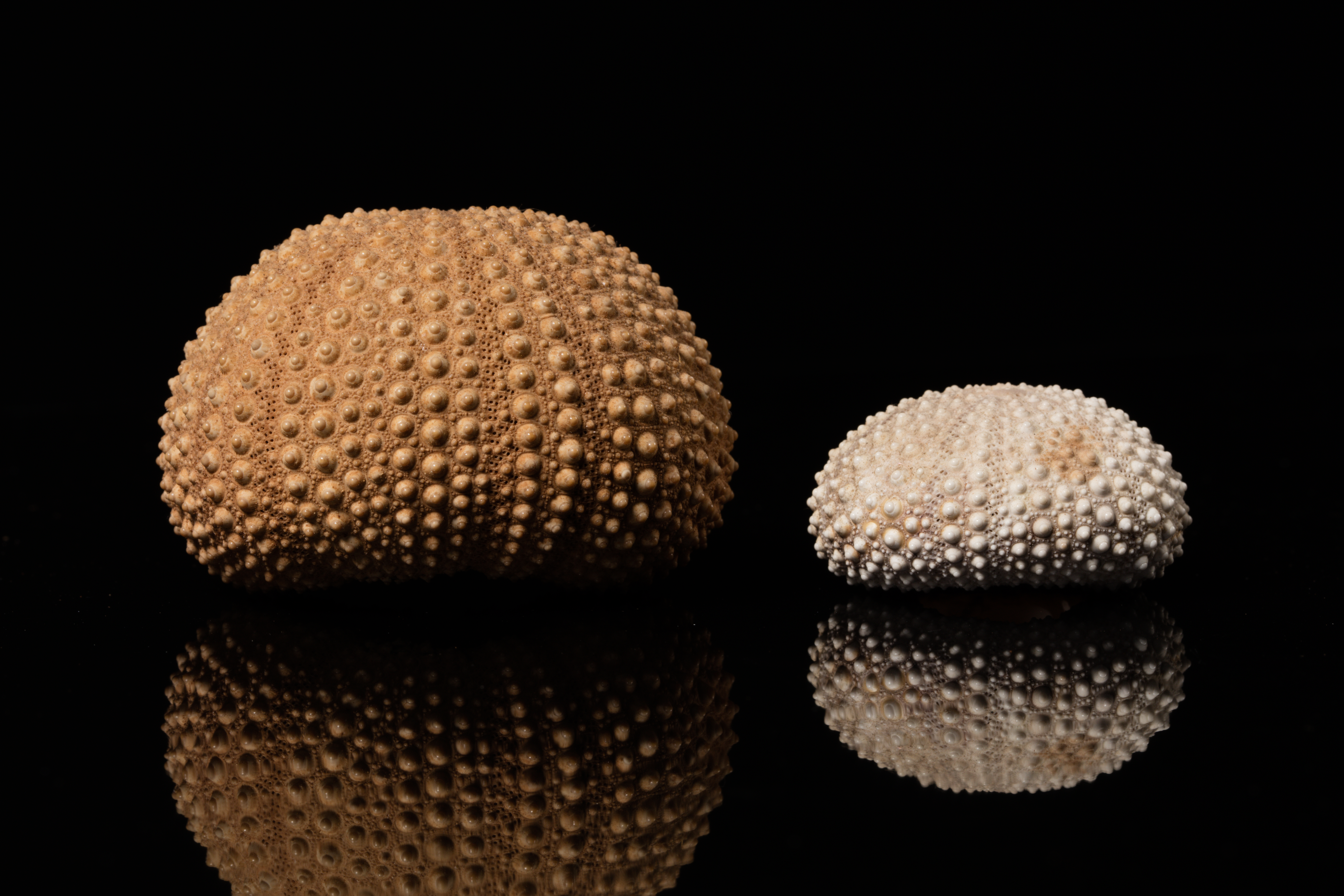
Tests de profil.

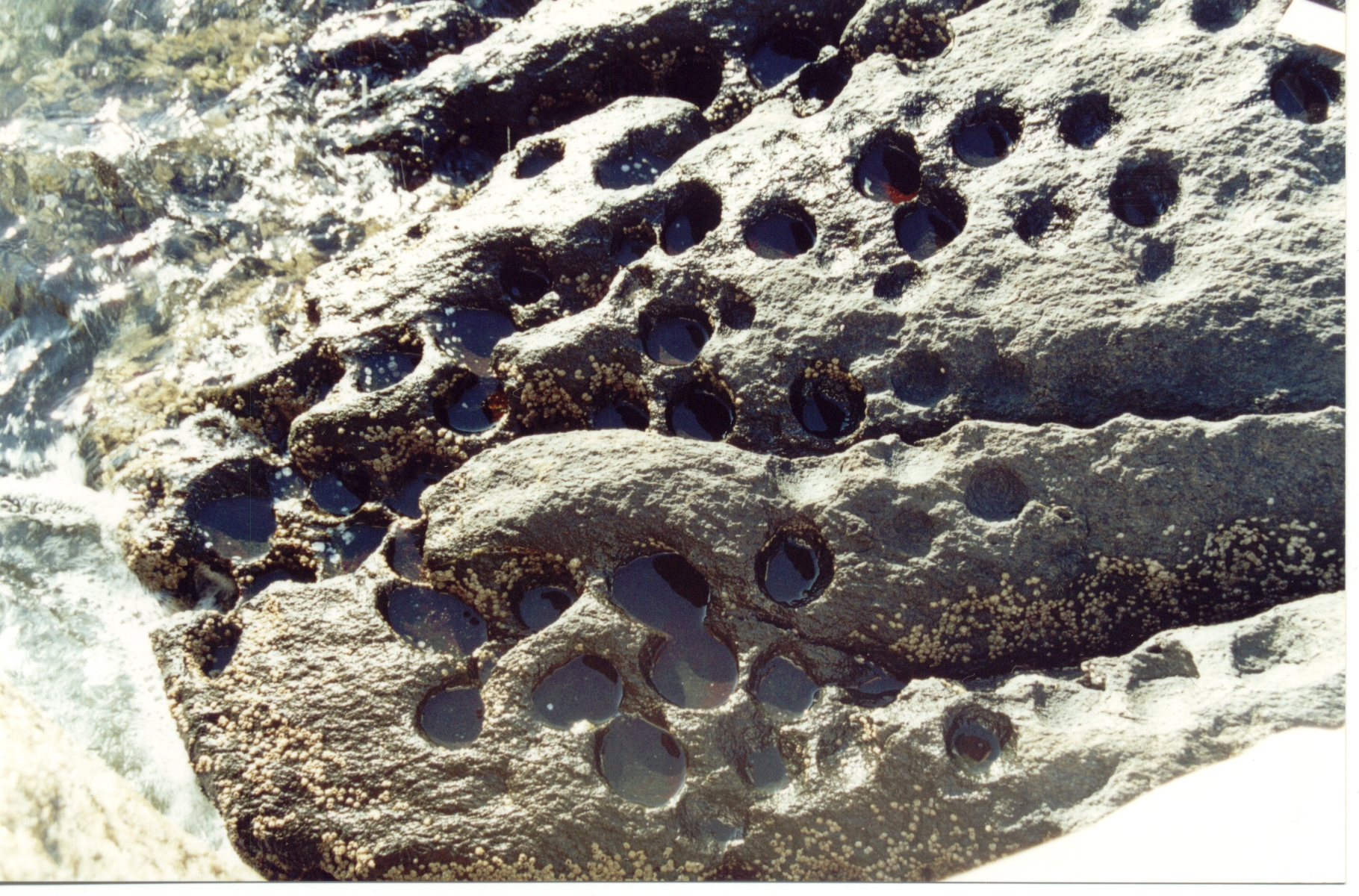
Logettes d'oursins perforants au Brésil.

Ce sont des oursins réguliers de forme canonique : test (coquille) grossièrement sphérique, radioles (piquants) fines, pointues et de longueur moyenne, symétrie pentaradiaire reliant la bouche située au centre de la face orale (inférieure) à l'anus situé à l'apex aboral (pôle supérieur).
D'un point de vue squelettique, les représentants de ce genres sont caractérisés par un test légèrement ovale (de même que le péristome et le périprocte), même si ce trait, assez variable, est davantage présent chez E. mathaei, E. oblonga et E. viridis, et moins chez E. insularis, E. lucunter et E. vanbrunti. 
On remarque également un disque apical hémicyclique, des plaques ambulacraires polygéminées avec 5 à 7 paires de pores disposés en arcs séparés par des tubercules secondaires, des plaques ambulacraires et interambulacraires portant chacune un tubercule primaire, et des radioles coniques et pointues, ne dépassant pas le diamètre du test en longueur.
On les appelle souvent « oursins perforants » car ils ont la particularité de se creuser des logettes dans les roches tendres à l'aide de leurs radioles et de leurs dents, pour y passer la journée à l'abri des prédateurs (ce sont donc des espèces ingénieures, qui modifient leur environnement physique). Cependant, les Echinometra ne sont pas les seuls à adopter ce comportement, qui se retrouve aussi chez Strongylocentrotus purpuratus (de la famille des Strongylocentrotidae) et Paracentrotus lividus (famille des Echinidae).

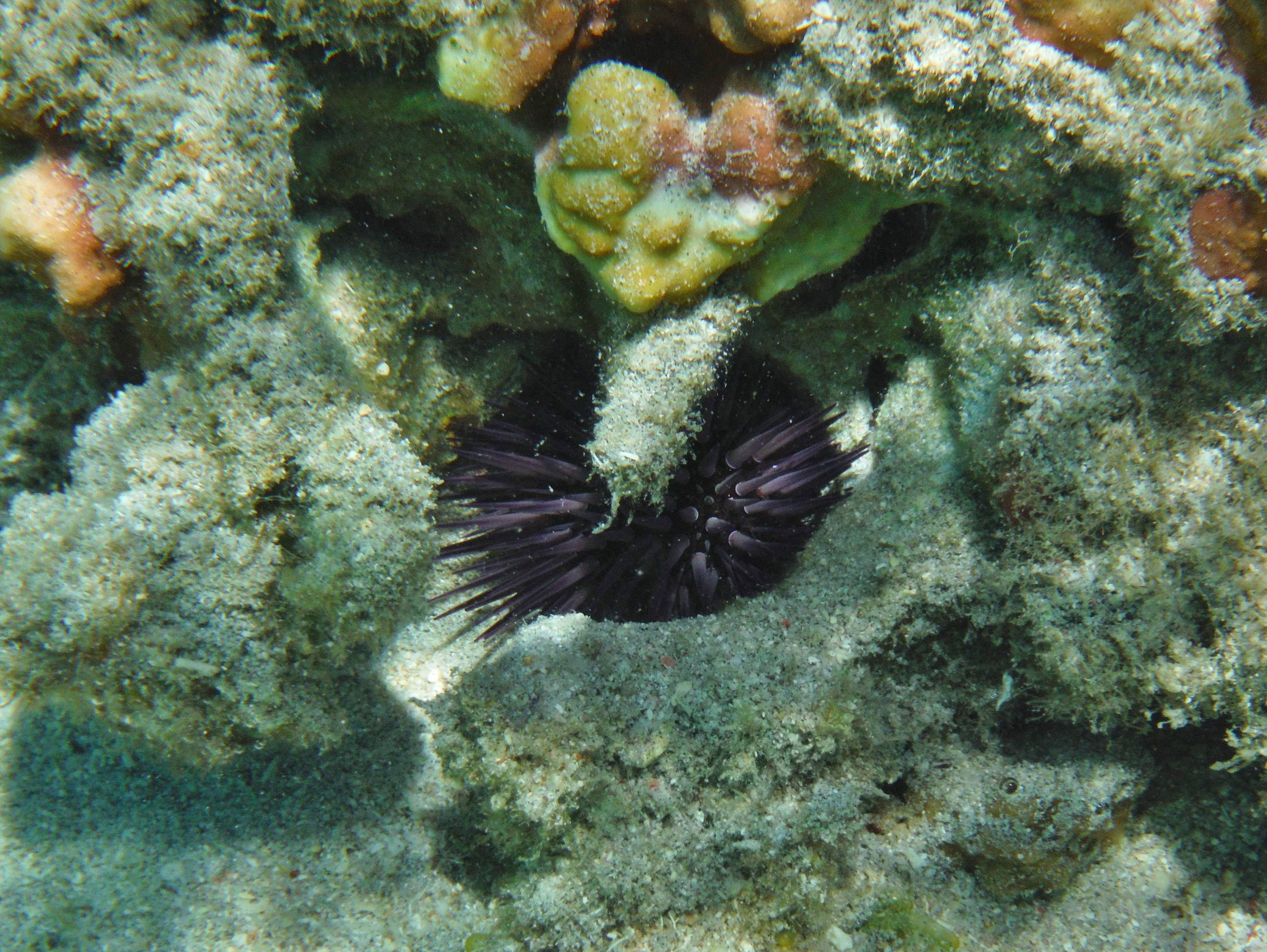
La capacité des oursins du genre Echinometra à se creuser des cachettes dans la roche leur vaut le surnom d'« oursins perforants ».

Ce genre semble être apparu au début du Miocène.

## Systématique
Le genre a été décrit par le zoologiste britannique John Edward Gray en 1855. Il est synonyme de Ellipsechinus Lütken, 1864 et Mortensenia Döderlein, 1906.
Le nom du genre est emprunté à Pline l'Ancien, qui l'utilise au livre IX de son Histoire naturelle pour désigner probablement des cidaridés ou l'oursin diadème de Méditerranée : « On appelle « échinomètres » ceux dont les piquants sont le plus longs et le corps le plus petit ».

### Liste d'espèces
Du fait de sa large répartition et des possibilités d'hybridation, le découpage en espèces bien délimitée est sujet à controverses dans le milieu scientifique, qui reconnaît généralement entre 5 et 8 espèces ; le statut d’Echinometra oblonga (Blainville, 1825) est encore débattu, considéré alternativement comme une sous-espèce d'E. mathaei ou comme une espèce à part, les possibilités d'hybridation complexifiant encore la donne. E. mathaei semble quant à lui divisible en au moins 5 espèces distinctes génétiquement, avec des variations morphologiques encore peu claires. 
| Selon World Register of Marine Species : - Echinometra insularis H.L. Clark, 1912 -- Galapagos et Pacifique sud-est insulaire - Echinometra lucunter (Linnaeus, 1758) -- Atlantique tropical - Echinometra lucunter lucunter (Linnaeus, 1758) -- Atlantique tropical ouest - Echinometra lucunter polypora Pawson, 1978 -- Ascension et Ste Hélène - Echinometra mathaei (Blainville, 1825) -- Indo-Pacifique tropical - Echinometra mathaei mathaei (Blainville, 1825) -- Mascareignes - Echinometra mathaei violacea Michelin, 1845 -- Océan Indien occidental - Echinometra oblonga (Blainville, 1825) -- Pacifique (surtout Hawaii) - Echinometra vanbrunti A. Agassiz, 1863 -- Pacifique est tropical - Echinometra viridis A. Agassiz, 1863 -- Caraïbes - Echinometra hondoana Nisiyama, 1966 † | Selon NCBI (27 septembre 2013) : ... - Echinometra insularis - Echinometra lucunter - Echinometra mathaei - Echinometra oblonga - Echinometra vanbrunti - Echinometra viridis | Selon ITIS (27 septembre 2013) : - Echinometra lucunter - Echinometra mathaei - Echinometra viridis |

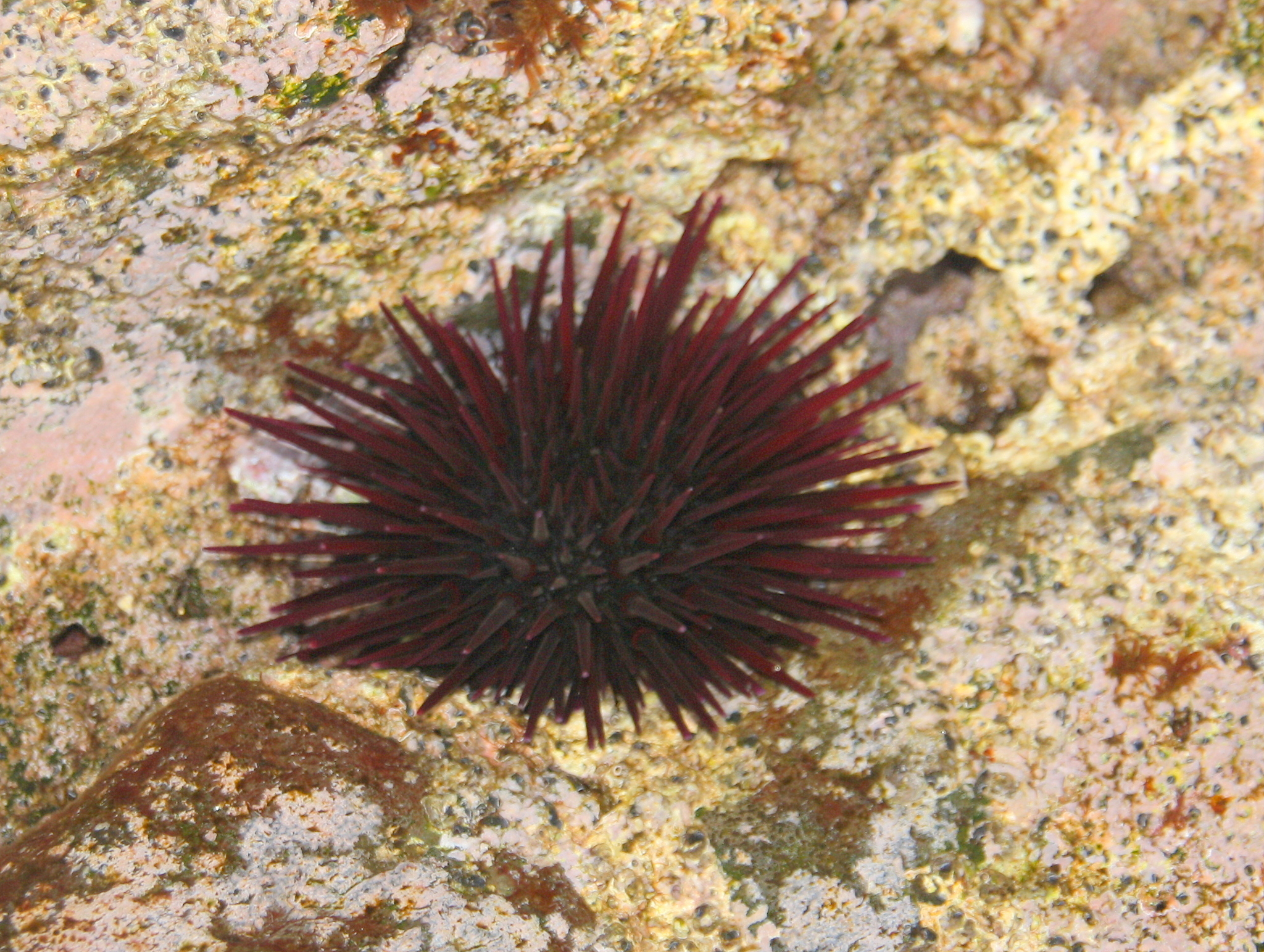
Echinometra insularis
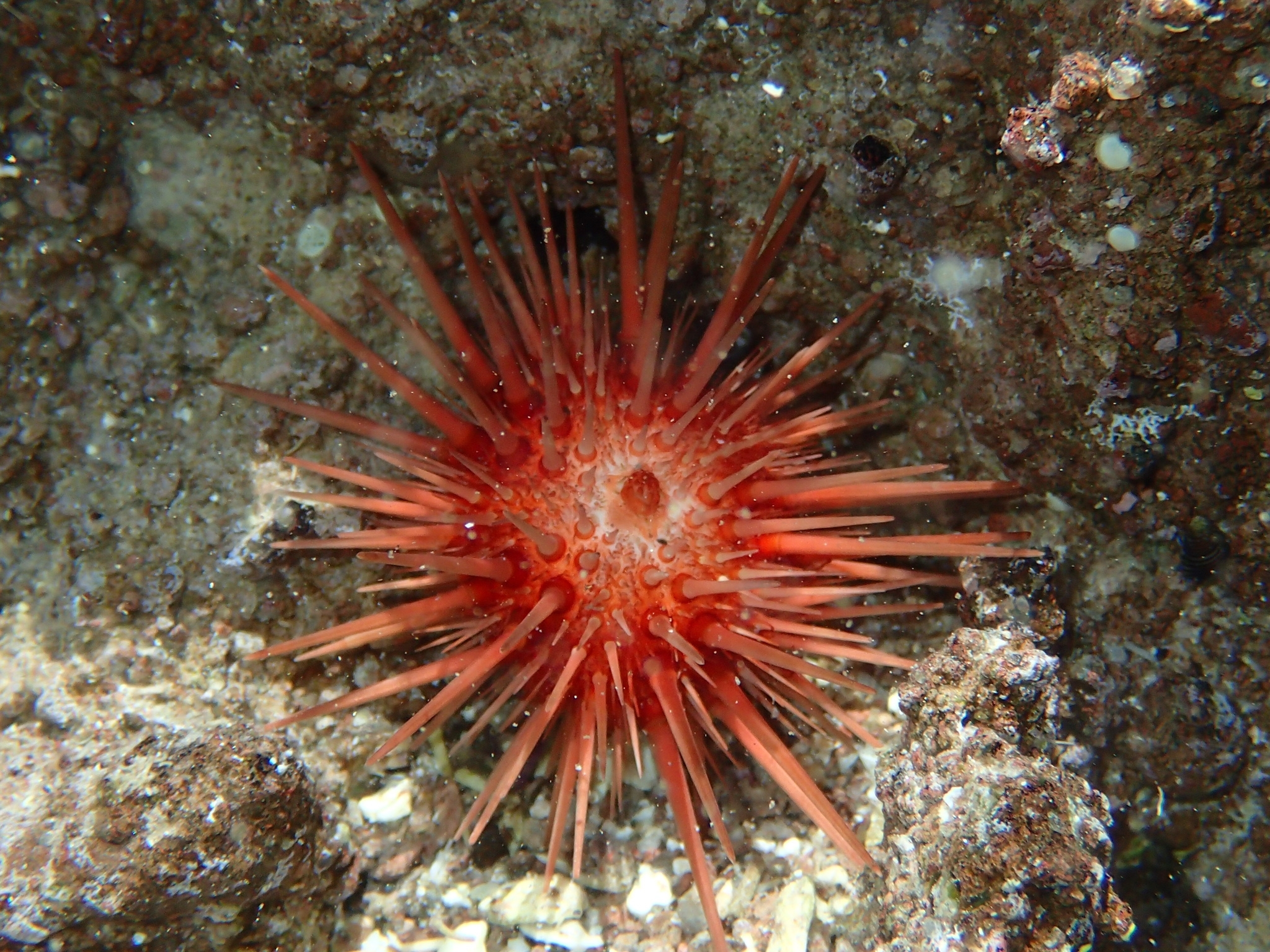
Echinometra lucunter
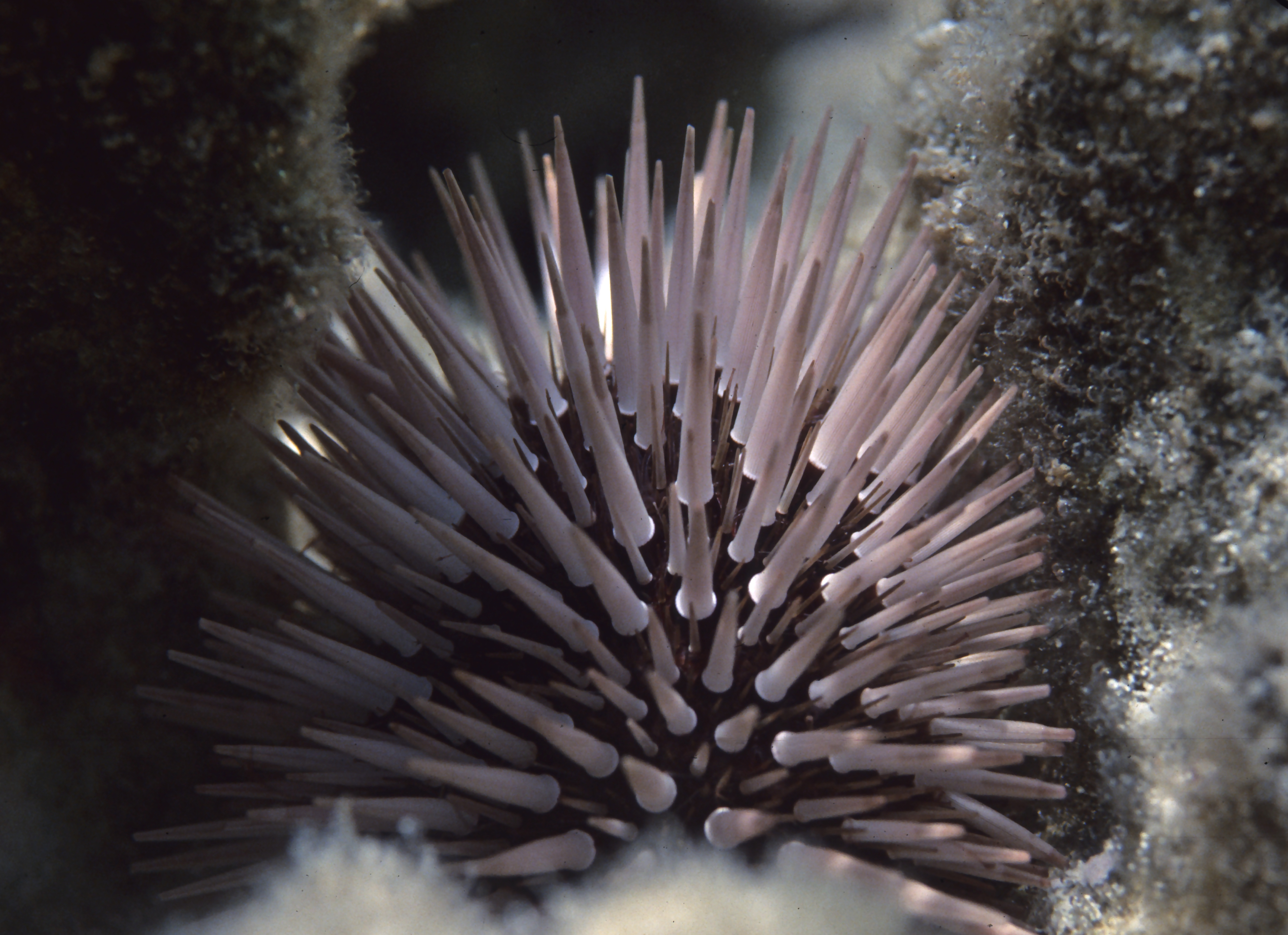
Echinometra mathaei
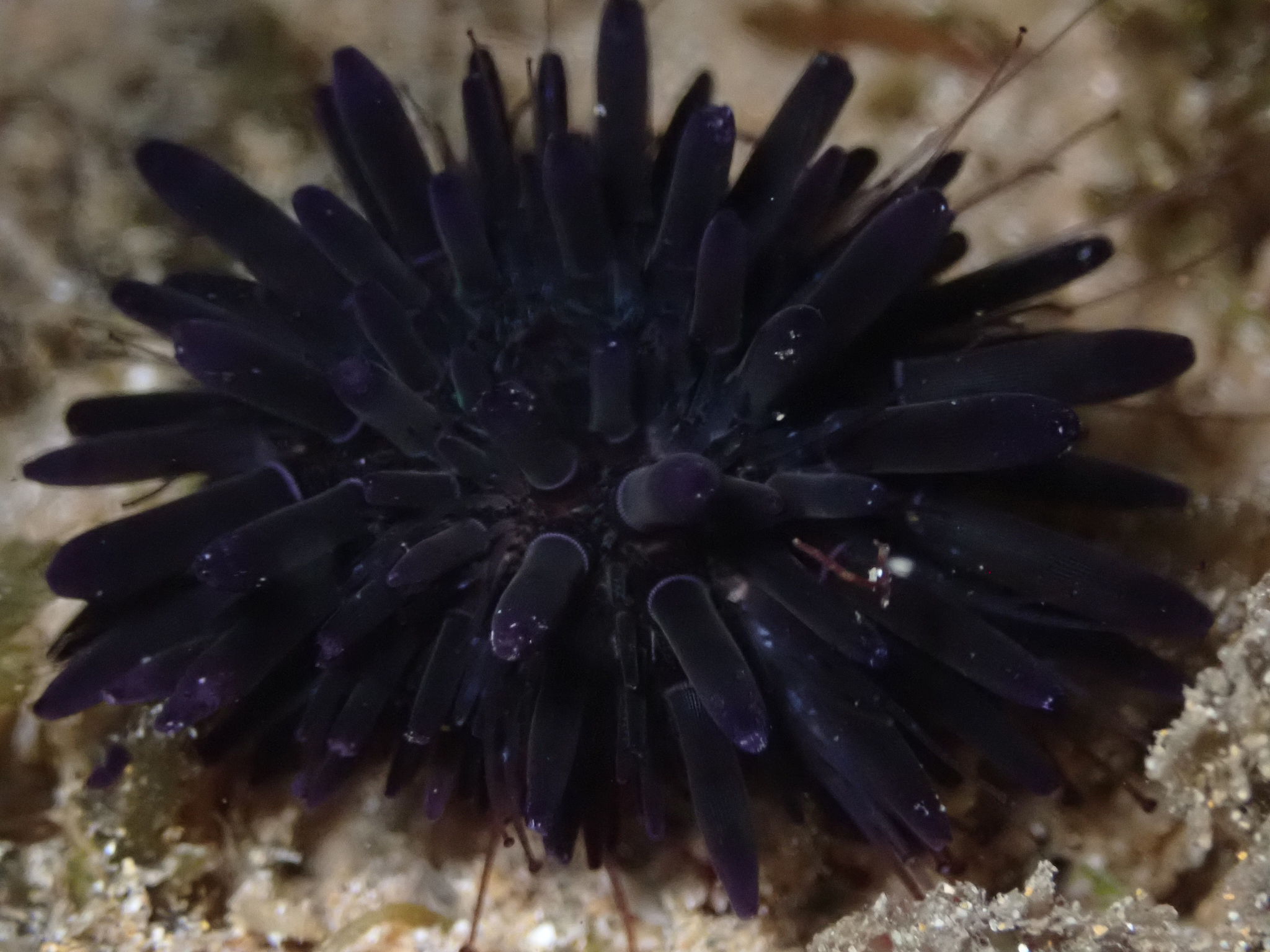
Echinometra oblonga
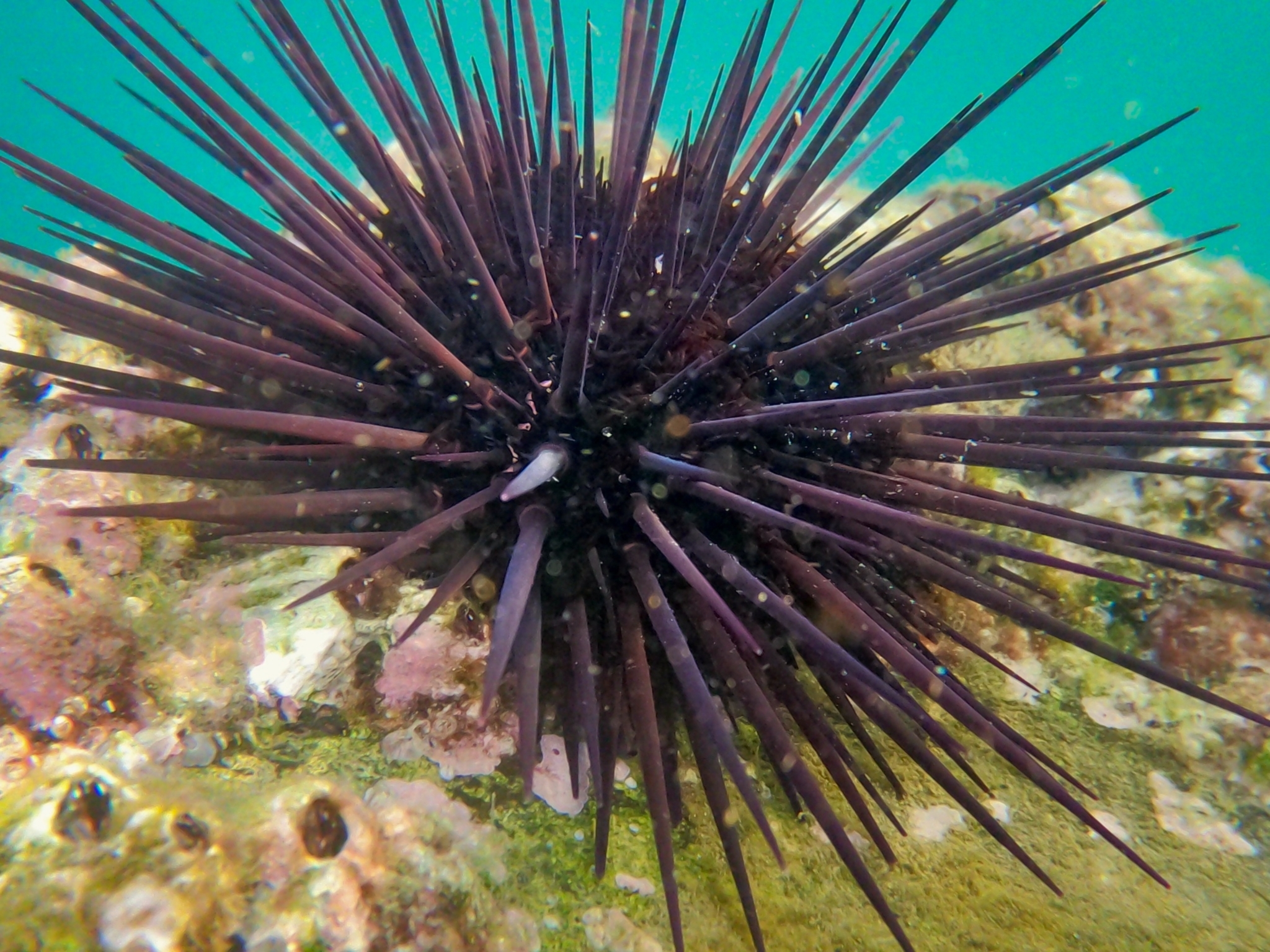
Echinometra vanbrunti
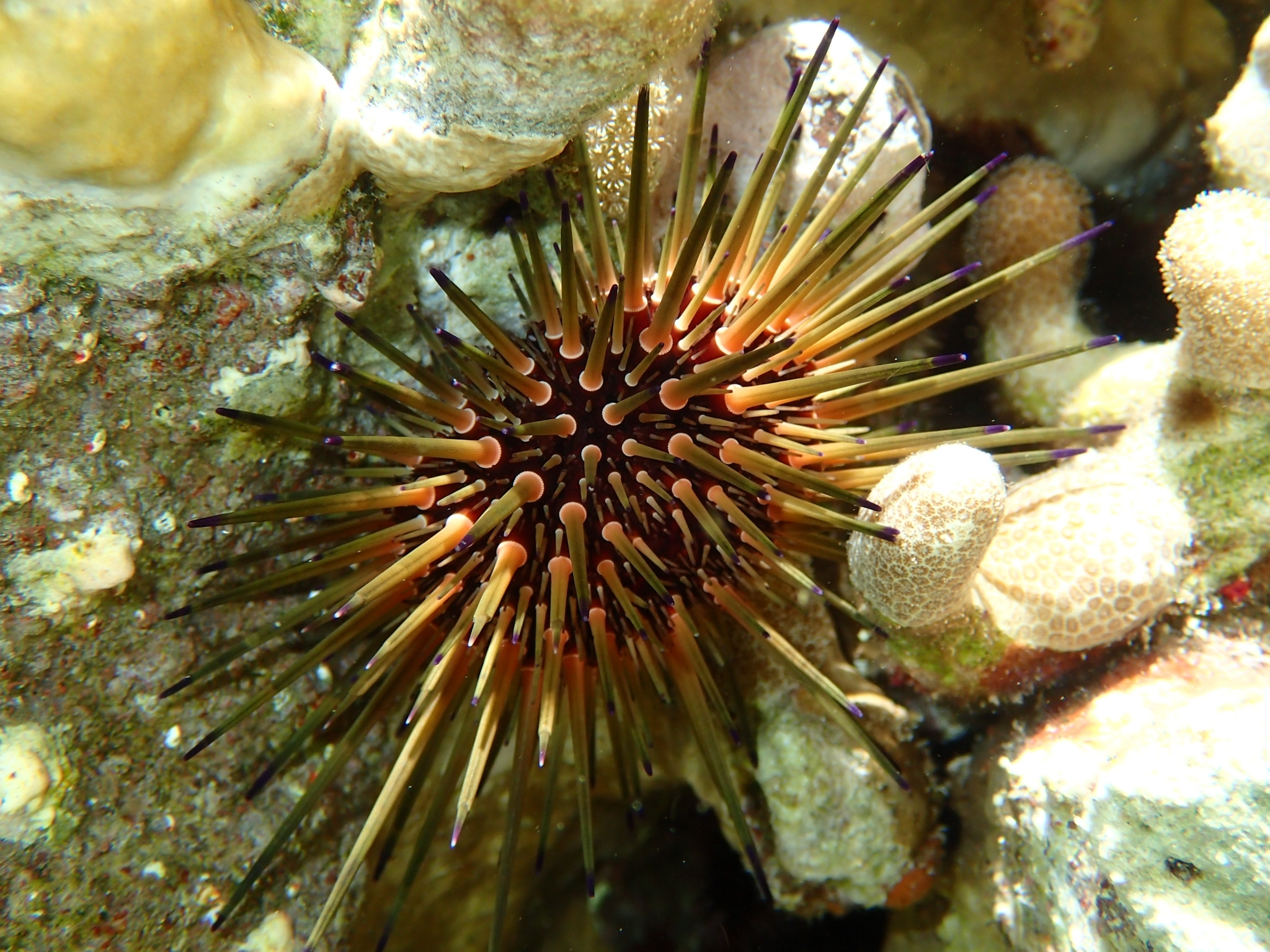
Echinometra viridis

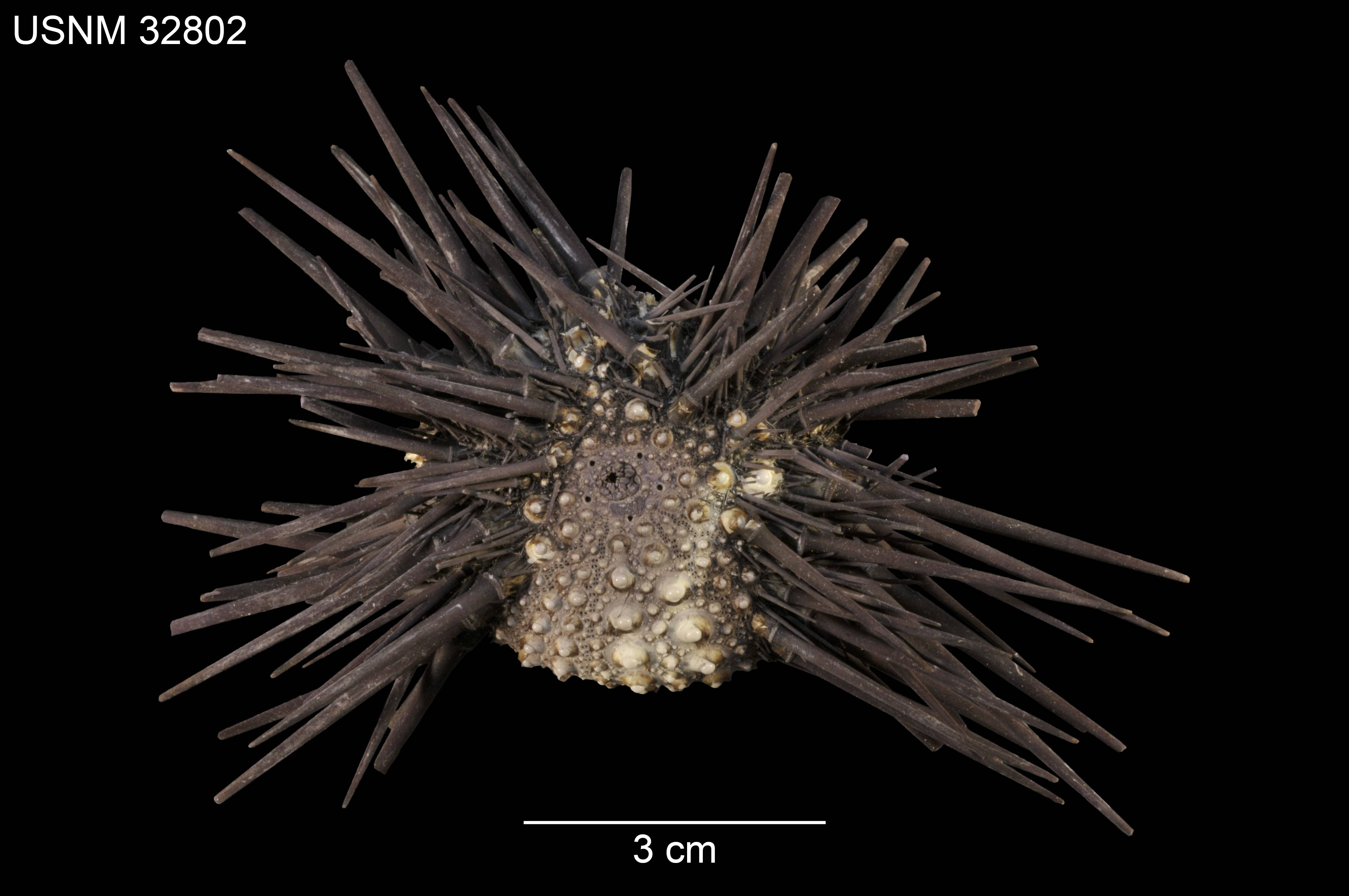
Echinometra insularis
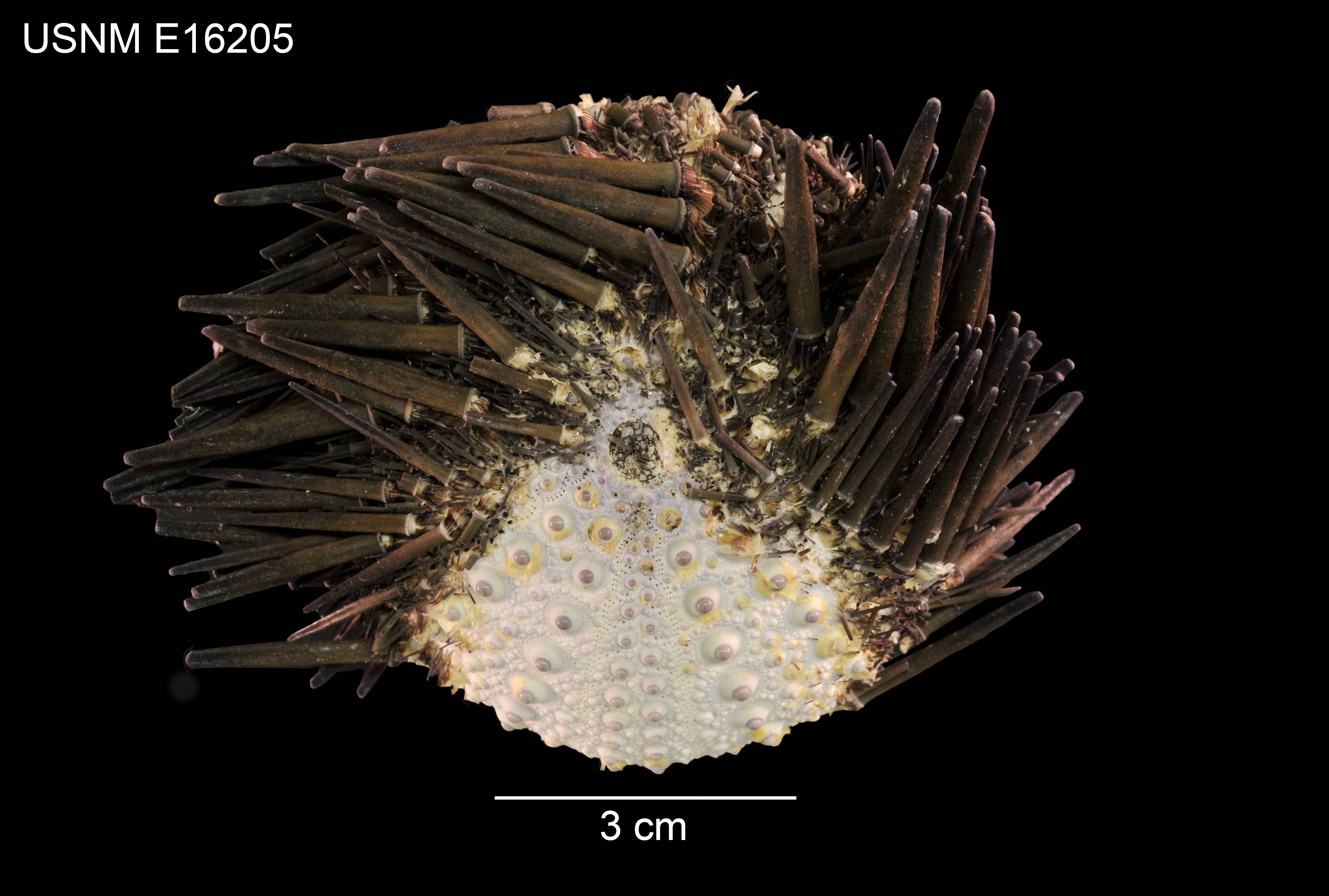
Echinometra lucunter
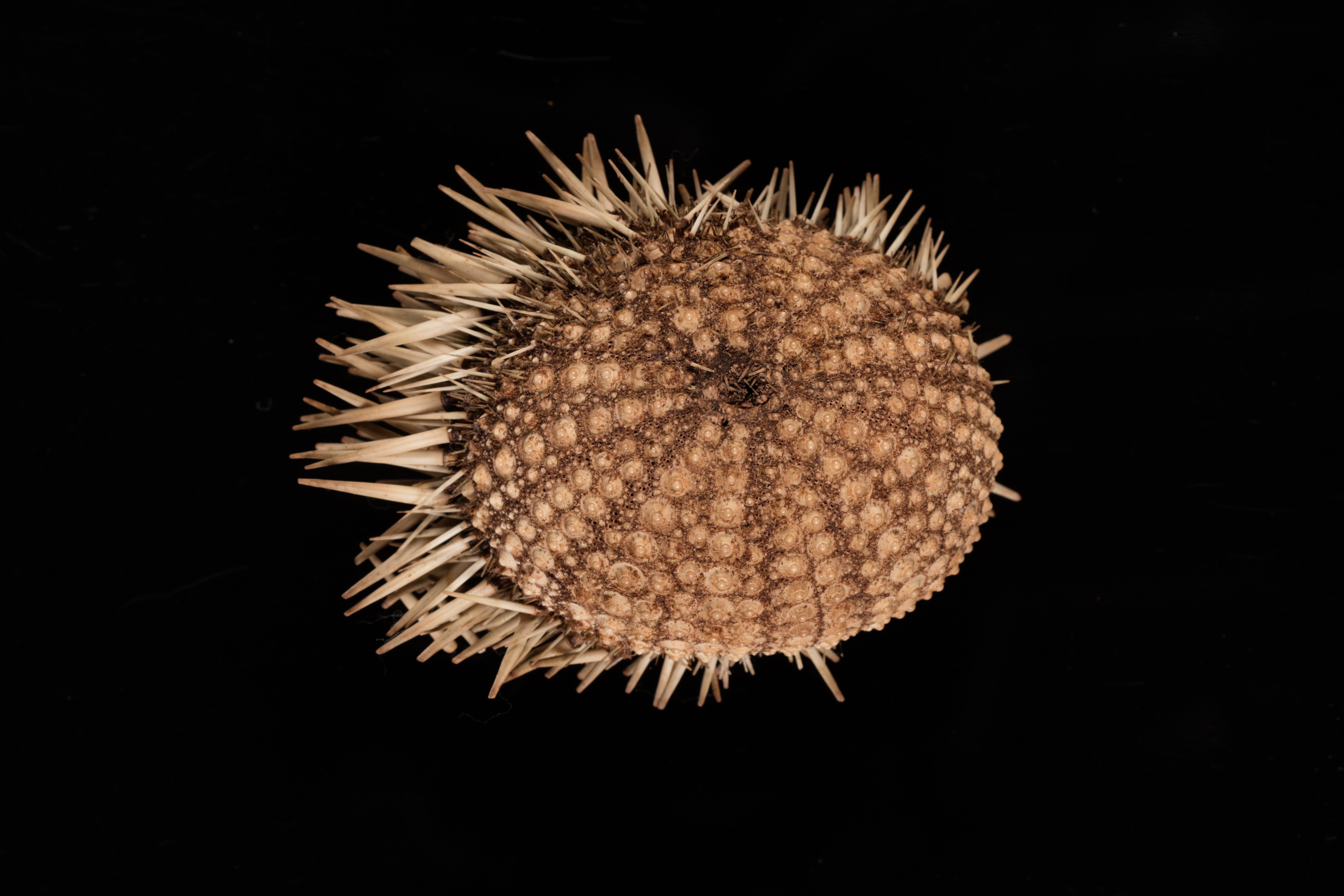
Echinometra mathaei
Echinometra vanbrunti
Echinometra viridis